# Ukrainian News Agency
L'agence de presse ukrainienne Ukrainian News Agency (en ukrainien : Інформаційне агентство "Українські Новини" ; Informatsiyne ahentstvo "Ukrayins'ki Novyny") est une agence de presse ukrainienne basée à Kiev.
L'agence produit et fournit des informations politiques, commerciales et financières, ainsi qu'un service de reportage photo populaire. Depuis février 2008, la société fait partie d'Inter Media Group Ltd., anciennement UA Inter Media Group, qui est elle-même une filiale de la société russe GDF Media Ltd.,,. Inter Media Group Limited détient également 61 % de la chaîne de télévision ukrainienne Inter.

## Histoire
Fondée en 1993 par Mykhailo Kolomiets (uk) et Volodymyr Hranovskiy, l'agence est désormais utilisée quotidiennement par environ 10 000 clients. L'agence propose 27 produits d'information et d'analyse en russe, ukrainien et anglais. Ukraine News est la seule agence en Ukraine qui traduit 100 % de ses produits en anglais.
Valeriy Khorochkovsky détenait une participation de 50 % dans Ukraine News car la participation de 50 % de Mykhailo Kolomiets était nominale et les 50 % restants étaient détenus par l'Agence pour les technologies humanitaires (AHT) (russe : Агентство гуманитарных технологий (АГТ)), dont Viktor Pintchouk est le propriétaire. Maxim Karizhsky, directeur général d'AHT, a toutefois déclaré que Pintchouk n'était pas le propriétaire d'AHT. AHT a signé un accord avec la société de relations publiques américaine Black, Kelly, Scruggs & Healey (en) (BKSH) pour la période du 1er janvier 2001 au 30 septembre 2001. Volodymyr Granovsky a créé l'agence Humanitarian Technologies,,,,.
Le 18 novembre 2002, le corps du fondateur Mykhailo Kolomiets (uk) est retrouvé mort, pendu à un arbre près de Molodechno, en Biélorussie, après avoir disparu pendant quatre semaines,. Il a rencontré Volodymyr Hranovskiy juste avant de supprimer tous les fichiers de son ordinateur et de partir pour Minsk le 22 octobre 2001. Le 30 octobre 2001, son corps a été retrouvé et il a été enterré deux semaines plus tard sans être identifié,.
L'agence dispose de son propre bâtiment. Il est situé juste à l'extérieur de la station de métro Palats Sportu, dans le centre de Kiev.